# Olga Varen
Olga Poliakoff, dite Olga Varen (aussi connue sous les noms de : Olga de Poliakoff, Olga Poliakoff-Baïdaroff, Olga Baïdar-Poliakoff, Olga Ken), née le 5 mai 1928 à Pančevo (Royaume des Serbes, Croates et Slovènes) et morte le 2 septembre 2009 à Villejuif, est une actrice de cinéma et une réalisatrice de télévision française.
Elle est l'aînée des quatre « sœurs Poliakoff », aux côtés d'Odile Versois, d'Hélène Vallier et de Marina Vlady.

## Biographie
Son père, Vladimir de Poliakoff, est chanteur d'opéra et sa mère, Militza Envald, danseuse étoile. Vladimir de Poliakoff arrive en France en 1915 en s'engageant pour combattre l'Empire allemand. Mue par ses convictions anarchistes, Militza Envald le rejoint en 1919, fuyant les conséquences de la révolution de 1917.
Quoique tous deux membres de la noblesse provinciale russe, Vladimir de Poliakoff et Militza Envald connaissent des difficultés économiques en France, où le mari travaille comme ouvrier avec ses quatre enfants à charge.
Ils ont quatre filles, toutes vouées au spectacle et connues comme chanteuses sous le nom de Sœurs Poliakoff.
- Olga (1928-2009) ;
- Tatiana (1930-1980) : Odile Versois, actrice ;
- Militza (1932-1988) : Hélène Vallier, actrice ;
- Marina (1938-) : Marina Vlady, actrice.

Selon l'hebdomadaire Paris Match, en date du 11 juin 1955, l'initiale V commune aux quatre pseudonymes (Varen, Versois, Vallier et Vlady) serait le V de la victoire.
En 1971, elle signe aux côtés de Marina Vlady le Manifeste des 343.
Parmi ses réalisations pour la télévision, elle est l’une des réalisatrices du journal d’Antenne 2, dans les années 1970.
Olga a résidé à Fougères dans l'Ille-et-Vilaine.

## Filmographie partielle
- 1993 : Cible émouvante de Pierre Salvadori
- 1993 : La Joie de vivre de Roger Guillot
- 1988 : Bonjour l'angoisse de Pierre Tchernia
- 1988 : L'Insoutenable Légèreté de l'être de Philip Kaufman
- 1961 : J'ai huit ans de René Vautier, Olga Varen et Yann Le Masson
- 1955 : Sophie et le Crime de Pierre Gaspard-Huit
- 1954 : Jours d'amour de Giuseppe De Santis et Leopoldo Savona
- 1953 : Grand Gala de François Campaux
- 1949 : Orage d'été de Jean Gehret